# 유전적 변이
유전적 변이(遺傳的變異, 영어: genetic variation)는 개인 간의 DNA 차이 또는 집단 간의 차이이다. 유전적 변이의 여러 원인에는 돌연변이와 유전적 재조합이 있다. 돌연변이는 유전적 변이의 궁극적인 원인이지만 유성 생식 및 유전자 부동과 같은 다른 메커니즘도 이에 기여한다.

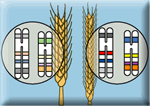

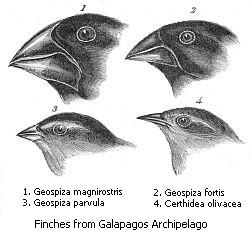
다윈의 핀치새 또는 갈라파고스 핀치새.

부모의 번식 과정 중에 자손의 변이가 보이는 이 특정한 상황에서 유사한 유전자 코딩을 가지고 있다. 변이를 포함하는 자손도 번식하여 자손에게 형질을 전달한다.

## 개인 간의 차이
유전적 변이는 여러 수준에서 확인할 수 있다. 유전적 변이를 식별하는 것은 양적 특성(연속적으로 변하고 많은 유전자에 의해 코딩되는 특성(예: 개의 다리 길이) 또는 개별 특성(불연속 범주에 속하고 하나 또는 몇 개의 유전자(예: 특정 꽃의 흰색, 분홍색 또는 붉은색 꽃잎 색상))이다.
유전적 변이는 또한 단백질 전기영동과정을 이용하여 효소 수준에서의 변이를 조사함으로써 확인될 수 있다. 다형성 유전자는 각 유전자 좌위에 하나 이상의 대립 유전자를 가지고 있다. 곤충과 식물에서 효소를 코딩하는 유전자의 절반은 다형성일 수 있지만, 다형성은 척추동물에서 덜 일반적이다.
궁극적으로 유전자 변이는 유전자의 뉴클레오티드 염기 순서의 변이에 의해 발생한다. 이제 새로운 기술을 통해 과학자들은 이전에 단백질 전기영동으로 감지했던 것보다 훨씬 더 많은 유전적 변이를 식별한 DNA의 염기서열을 직접 확인할 수 있다. DNA 검사는 유전자의 암호화 영역과 비암호화 인트론 영역 모두에서 유전적 변이를 보여주었다.
유전적 변이는 DNA 서열의 뉴클레오티드 순서의 변이가 그 DNA 서열에 의해 암호화된 단백질의 아미노산 순서의 차이를 초래하고 아미노산 서열의 결과적인 차이가 모양에 영향을 미치는 경우 표현형 변이를 초래할 것이다. 따라서 효소의 기능이 달라진다.

## 집단 간의 차이
지리적 변이는 다른 위치에서 온 개체군의 유전적 차이를 의미한다. 이것은 자연 선택 또는 유전자 부동에 의해 발생한다.

## 측정
집단 내의 유전적 변이는 일반적으로 다형성 유전자 좌의 백분율 또는 이형접합 개체의 유전자 좌의 백분율로 측정된다.

## 출처

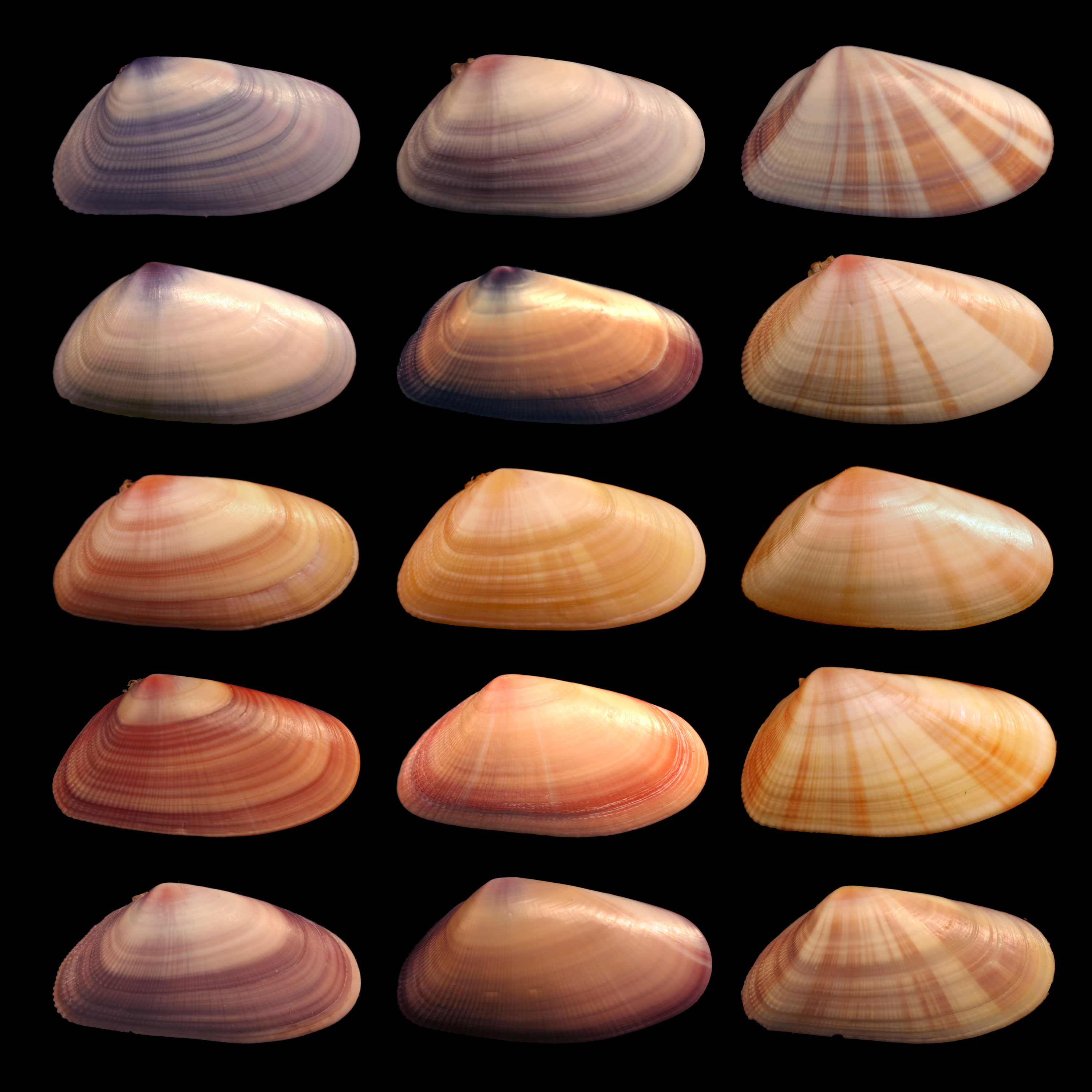
홍합 Donax variabilis 의 가변성 범위

## 양식
유전적 변이는 유전적 변화를 뒷받침하는 게놈 변이의 크기와 유형에 따라 여러 형태로 나눌 수 있다. 소규모 서열 변이(<1kb(킬로베이스))에는 염기쌍 치환 및 삽입결실이 포함된다. 대규모 구조적 변이 (>1kb)는 복제 수 변이 ( 손실 또는 증가 ) 또는 염색체 재배열 ( 전좌, 역전 또는 분절 후천적 단일친 이염색체 )일 수 있다. 이식 가능한 요소 및 내인성 레트로바이러스에 의한 유전적 변이 및 재조합은 때때로 숙주 게놈에서 유전적 신규성을 생성하는 다양한 지속성 바이러스 및 이들의 결함에 의해 보완된다. 전체 염색체 또는 게놈의 수치적 변이는 배수성 또는 이수성일 수 있다.

## 인구 유지
다양한 요인들이 집단의 유전적 변이를 유지한다. 잠재적으로 해로운 열성 대립유전자는 이배체 유기체 집단의 이형접합 개체에서 선택에서 숨겨질 수 있다(열성 대립유전자는 덜 흔한 동형접합 개체에서만 발현됨). 자연 선택은 또한 균형 잡힌 다형성에서 유전적 변이를 유지할 수 있다. 균형 잡힌 다형성은 이형 접합체가 선호되거나 선택이 빈도 의존적일 때 발생할 수 있다.

## RNA 바이러스
교정 메커니즘의 부족으로 인한 높은 돌연변이 비율은 RNA 바이러스 진화에 기여하는 유전적 변이의 주요 원인으로 보인다. 유전자 재조합은 또한 RNA 바이러스 진화의 기초가 되는 유전적 변이를 생성하는 데 중요한 역할을 하는 것으로 나타났다. 다수의 RNA 바이러스는 적어도 2개의 바이러스 게놈이 동일한 숙주 세포에 존재할 때 유전적 재조합이 가능하다. RNA 재조합은 Picornaviridae ((+)ssRNA)(예: 폴리오바이러스) 간의 게놈 구조와 바이러스 진화과정을 결정하는 주요 원동력으로 보인다. Retroviridae ((+)ssRNA)(예: HIV), RNA 게놈의 손상은 유전적 재조합의 한 형태인 가닥 전환에 의한 역전사 동안 회피되는 것으로 보인다.
이러한 재조합은 코로나바이러스과 ((+)ssRNA)에서도 발생한다(예: 사스). RNA 바이러스의 재조합은 게놈 손상에 대처하기 위한 적응으로 보이다. 재조합은 같은 종의 동물 바이러스 사이에서 드물게 발생할 수 있지만 계통이 다르다. 생성된 재조합 바이러스는 때때로 사람에게 감염을 일으킬 수 있다.

## 유전적 변이의 역사
진화 생물학자들은 종종 유전적 변이에 관심을 가진다. 이 용어는 현대에 와서 개인 간의 DNA 염기서열 차이를 가리키는 용어가 되었다. 그러나 유전적 변이를 정량화하고 이해하는 것은 최초의 완전한 게놈을 시퀀싱하기 훨씬 이전부터, 그리고 유전을 담당하는 분자인 DNA가 발견되기 훨씬 전부터 지구상의 다양한 생명체를 이해하는 데 관심이 있는 사람들의 중심 목표였다.
오늘날의 유전적 변이에 대한 정의는 현대의 분자 유전학에 의존하지만, 유전적 변이의 개념은 Charles Darwin의 저작 이전에도 생명체의 본질과 발달에 관심이 있는 사람들에게 중심적으로 중요했다. 유전적 변이의 개념(특히 종과 같은 범주 내에서 부모에서 자손으로 전달되는 생물 형태 사이의 타고난 차이의 존재)은 18세기와 19세기의 사람들이 사용할 수 없었던 유전학에 대한 현대적 개념에 의존하지 않는다.

### 유전적 변이에 대한 다윈 이전의 개념
1700년대 중반, 현재 주로 수학과 물리학 연구로 유명한 프랑스 학자인 Pierre Louis Maupertuis는 종이 원래의 형태를 가지고 있지만 초기 자손이 발달하는 동안의 사고로 인해 시간이 지남에 따라 축적될 수 있는 변이가 생길 수 있다고 가정했다. 1750년의 Essaie de Cosmologie에서 그는 오늘날 우리가 보고 있는 종은 "맹인 운명"에 의해 생성된 많은 변이 중 극히 일부일 뿐이며 이러한 변이 중 많은 부분이 필요에 "순응"하지 않았기 때문에 그렇게 하지 않았다고 제안했다. 생존하다. 사실, 일부 역사가들은 그의 생각이 그레고르 멘델에 의해 더욱 발전된 상속 법칙을 예상했다고 제안하기까지 한다.
동시에 프랑스 철학자 드니 디드로(Denis Diderot)는 유전적 변이의 생성을 위한 다른 틀을 제안했다. Diderot는 번식과 후손의 성장 동안 변이가 도입될 수 있다는 Maupertuis의 생각을 차용하여 "정상" 유기체의 생산이 "괴물" 유기체의 생산보다 더 가능성이 없다고 생각했다. 그러나 Diderot는 또한 물질 자체가 실물과 같은 속성을 가지고 있으며 생명의 가능성이 있는 구조로 자가 조립될 수 있다고 믿었다. 따라서 1749년 그의 저서 맹인에 대한 편지(Letter on the Blind )에서 소개된 생물학적 변형에 대한 디드로의 아이디어는 기존 종의 가변성이 아니라 자발적으로 생성된 형태의 가변성에 초점을 맞추었다.
Maupertuis와 Diderot는 모두 로마의 시인이자 철학자인 Lucretius의 아이디어를 기반으로 했다. Maupertuis의 작업은 삶이 시간이 지남에 따라 변화했다고 믿는 사람들 사이에서 새로운 아이디어인 존재의 차별적 생존을 설명할 때 순응의 개념을 사용했다는 점에서 Lucretius와 Diderot의 작업과 구별된다.
Diderot와 마찬가지로 18세기의 영향력 있는 사람인 Erasmus Darwin과 Jean-Baptiste Lamarck는 자연 발생에 의해 아주 단순한 유기체만이 생성될 수 있다고 믿었다. 따라서 지구에서 관찰되는 복잡한 생명체의 큰 변동성을 생성하려면 또 다른 메커니즘이 필요했다. 에라스무스 다윈(Erasmus Darwin)은 동물의 일생 동안 얻은 변화가 자손에게 전달될 수 있으며, 이러한 변화는 기본적 필요를 충족시키려는 동물의 노력에 의해 생성되는 것처럼 보인다고 제안했다. 유사하게, 생물 사이의 가변성에 대한 Lamarck의 이론은 사용 및 사용하지 않는 패턴에 뿌리를 두고 있으며, 이는 유전 가능한 생리학적 변화를 초래한다고 믿었다. Erasmus Darwin과 Lamarck는 모두 발달 중에 발생했든 동물의 생애 동안 발생했든 변이는 유전적이며, 개인에서 개체군으로 확장되는 시간 경과에 따른 변화 이론의 핵심 단계라고 믿었다.
다음 세기에 William Herschel은 밤하늘을 가로지르는 다양한 성운에 대한 망원경 관찰을 통해 서로 다른 성운이 응결과정에서 각기 다른 단계에 있을 수 있음을 시사했다. 성운 가설 로 알려지게 된 이 아이디어는 자연적과정이 물질의 질서를 만들고 변화를 일으킬 수 있으며 이러한과정이 시간이 지남에 따라 관찰될 수 있다고 제안했다. 현대 독자에게는 천문학적 이론이 유기적 변이 이론과 관련이 없는 것처럼 보일 수 있지만 이러한 아이디어는 19세기 중반에 생물학적 변형(현재 우리가 진화라고 알고 있는) 아이디어와 크게 융합되어 Charles Darwin과 같은 후대 사상가들의 연구의 중요한 토대를 마련했다.

### 다윈의 유전적 변이 개념
Charles Darwin의 유전적 변이에 대한 아이디어는 자신의과학적 연구와 동시대 및 전임자들의 아이디어에 의해 형성되었다. 다윈은 유전적 변이를 많은 요인으로 돌렸지만 특히 신체에 작용하는 환경적 힘을 강조했다. 그의 유전 이론은 유기체의 본질을 포착하고 몸 전체에서 생식 기관으로 이동하여 자손에게 전달되는 작고 가상의 입자인 보석이라는 (현재는 입증되지 않은) 아이디어에 뿌리를 두고 있다. 다윈은 환경과 신체 사이의 인과 관계가 너무 복잡하여 이러한 관계가 만들어내는 변화가 본질적으로 예측할 수 없다고 믿었다. 그러나 Lamarck와 마찬가지로 그는 기관의 사용 및 사용 패턴에 따라 가변성이 도입될 수도 있음을 인정했다. 다윈은 자연 개체군과 가축 개체군 모두의 변이에 매료되었으며 개체군이 겉보기에 무의미한 변이를 보인다는 사실을 알게 된 것은 주로 동물 육종가와 함께 일한 경험에 기인한다. 다윈은 20세기까지 뜨거운 논쟁을 불러일으키는 개념인 작고 지속적인 변이의 축적을 통해 종이 점차적으로 변한다고 믿었다.

### 유전적 변이에 대한 후기 다윈주의적 개념
20세기에는 인구 유전학으로 알려지게 된 분야가 개발되었다. 이 분야는 유전적 변이를 이해하고 정량화하는 것을 추구한다. 아래 섹션은 유전적 변이를 정량화하는 방법에 중점을 둔 집단 유전학의 선택된 개발 타임라인으로 구성되어 있다.
- 1866 - 이형 접합: Gregor Mendel의 교잡 실험은 1950년대에 이형접합으로 인식되는 개념을 도입했다.[27] 각 세포 내에 두 개의 DNA 사본(각 부모로부터 하나씩)을 포함하는 이배체 종에서 개체의 두 DNA 사본이 해당 위치에서 다른 경우 개인은 게놈의 특정 위치에서 이형접합체라고 한다. 한 개체군에서 이형접합체의 평균 빈도인 이형접합체(heterozygosity)는 20세기 중반까지 개체군에서 유전적 변이의 근본적인 척도가 되었다.[30] 모집단의 이형접합성이 0이면 모든 개인은 동형접합체이다. 즉, 모든 개인은 관심 유전자좌에 동일한 대립 유전자의 사본이 두 개 있고 유전적 변이가 존재하지 않다.
- 1918 - 분산 : "Mendelian 상속 가정에 대한 친척 간의 상관 관계"라는 제목의 획기적인 논문에서 RA Fisher는 분산의 통계적 개념을 도입했다. 평균에서 관측값 모음의 제곱 편차 평균( {\textstyle \sigma ^{2}={\frac {1}{I}}\sum _{i=1}^{I}(x_{i}-\mu )^{2}} ), 어디 {\displaystyle \sigma ^{2}}는 분산이고 {\displaystyle \mu }는 관측치가 나온 모집단의 평균이다. {\displaystyle x_{i}} 그려진다).[31] RA Fisher의 집단 유전학 연구는 집단 유전학에만 중요한 것이 아니다. 이러한 아이디어는 또한 현대 통계의 기초를 형성할 것이다.
- 1921 - 가산 및 우성 유전 변이 : RA Fisher는 이후에 그의 일반적인 변이 정의를 집단 유전학과 관련된 두 가지 구성 요소인 상가 및 우성 유전 변이로 세분화했다.[32] 가법적 유전 모델은 유전자가 상호 작용하지 않으며 형질에 대한 각 유전자의 효과를 단순히 합산함으로써 형질 값을 추정할 수 있다고 가정한다. Fisher의 모델에서 총 유전적 변이는 부가적 유전적 변이(이러한 부가적 효과로 인한 형질의 변이)와 우성 유전적 변이(유전자 간의 상호작용을 설명함)의 합이다.[31]
- 1948 - 엔트로피: 유전적 변이를 정량화할 목적으로 개발된 변이와 달리, 현재 Shannon 엔트로피로 알려진 Claude Shannon의 다양성 측정은 포함된 정보의 양을 정량화하는 방법으로 커뮤니케이션 이론에서 그의 작업의 일부로 개발되었다. 메시지에서. 그러나 이 방법은 인구 유전학에서 빠르게 사용되었으며 Richard Lewontin의 "The Apportionment of Human Genetic Diversity"(인간 유전적 다양성의 할당)의 획기적인 논문에서 유전적 다양성을 정량화하는 데 사용되는 중심 방법이었다.[33]
- 1951' - F-통계: F-통계 (고정 지수라고도 함)는 집단 내 및 집단 간의 유전적 변이의 차이를 정량화하기 위해 집단 유전학자인 Sewall Wright 가 개발했다. 이러한 통계 중 가장 일반적인 F ST는 가장 단순한 정의에서 두 가지 다른 버전의 유전자 또는 대립유전자와 이 두 대립유전자 중 하나 또는 둘 다를 포함하는 두 집단을 고려한다. F ST는 두 집단이 풀링된 경우 이형 접합체의 빈도에 비해 두 집단에 걸쳐 이형 접합체의 평균 빈도를 계산하여 이 두 집단 간의 유전적 다양성을 정량화한다.[34] F-통계는 분산의 계층적 개념을 정량화하는 아이디어를 도입했으며 게놈에서 자연 선택의 증거를 테스트하는 일련의 방법을 포함하여 많은 중요한 인구 유전 방법의 기초가 될 것이다.[35]

## 같이 보기
- 유전 적 다양성
- 유전적 변이
- 인간의 유전적 변이

## 추가 자료
- Mayr E. (1970): 개체군, 종 및 진화 - 동물 종 및 진화의 요약. 매사추세츠주 케임브리지와 영국 런던에 있는 하버드 대학교 출판사의 벨냅 출판사,ISBN 0-674-69013-3 .
- Dobzhansky T. (1970): 진화 과정의 유전학. 컬럼비아, 뉴욕,ISBN 0-231-02837-7 .
- 맥긴리, 마크; J. Emmett Duffy(편). 2008. " 유전적 변이 ." 에서: 지구의 백과사전 . 워싱턴 DC: 국가 과학 및 환경 위원회 .
- Griffiths의 "유전적 변이", AJF Modern Genetic Analysis, Vol 2., p. 7
- Sadava, D. et al.의 "인구에서 유전적 변이가 어떻게 유지 되는가" 생활: 생물학의 과학, p. 456
- 네보, 이. ; Beiles, A. " 자연의 유전적 변이 ". Scholarpedia, 6(7):8821. doi:10.4249/scholarpedia.8821
- Hedrick P. (2011): 인구의 유전학. 존스 & 바틀렛 러닝,ISBN 978-0-7637-5737-3 .
- Albers PK 및 McVean G.(2018): 인구 규모 시퀀싱 데이터에서 게놈 변이체 및 공유 조상 연대 측정 . bioRxiv : 416610. doi : 10.1101/416610 .
- Rieger R. Michaelis A., Green MM (1976): 유전학 및 세포 유전학 용어집: 고전 및 분자. Springer-Verlag, 하이델베르크-뉴욕,ISBN 3-540-07668-9 ;ISBN 0-387-07668-9 .
- 그리피스, AJF(1999). 유전자 분석 소개. WH 프리먼, 샌프란시스코,ISBN 0-7167-3520-2 .
- Cavalli-Sforza LL, Bodmer WF(1999): 인간 인구의 유전학 . 도버, 미네올라, 뉴욕,ISBN 0-486-40693-8 .